# Terville Florange Olympique Club 2015-2016
Questa voce raccoglie le informazioni riguardanti il Terville Florange Olympique Club nelle competizioni ufficiali della stagione 2015-2016.

## Organigramma societario
Area direttiva
- Presidente: Daniel Mroczkowski

Area tecnica
- Allenatore: Pompiliu Dascalu
- Assistente allenatore: Romain Pitou

## Rosa
| N° | Nome               | Ruolo | Data di nascita | Nazionalità sportiva |
| -- | ------------------ | ----- | --------------- | -------------------- |
| 1  | Mariam Sidibé      | C     | 17 maggio 1993  | Francia              |
| 2  | Maria José Corral  | P     | 1º gennaio 1991 | Spagna               |
| 3  | Sandrine Dorlus    | P     | 6 dicembre 1992 | Francia              |
| 4  | Tanya Acosta       | S     | 11 marzo 1991   | Argentina            |
| 5  | Ludmilla Lican     | S/O   | 5 febbraio 1990 | Francia              |
| 6  | Caroline Clément   | L     | 17 gennaio 1995 | Francia              |
| 7  | Natalja Bratuhhina | S     | 7 dicembre 1987 | Estonia              |
| 9  | Nora Bogdanova     | C     | 9 giugno 1991   | Bulgaria             |
| 10 | Ramata Sangare     | S     | 23 gennaio 1993 | Francia              |
| 11 | Neringa Grikstaite | C     | 21 aprile 1988  | Lituania             |
| 13 | Polina Pitou       | S     | 7 dicembre 1987 | Estonia              |